# Discografia da Banda Eva
A discografia da Banda Eva, uma banda brasileira de axé, compreende dez álbuns de estúdio, seis álbuns ao vivo, quatro coletâneas e quatro álbuns de vídeo. Iniciado em 1977 como um grêmio estudantil, o Eva se tornou um bloco carnavalesco em 1980, desfilando pelas ruas de Salvador anualmente comandando por diversos artistas conceituados – incluindo Aderson Cirne, Jota Morbeck, Carlinhos Caldas, Luiz Caldas, Marcionílio, Ricardo Chaves e Asa de Águia – apenas nos cinco dias de festança. Em 1993, visando o alcance do projeto, os empresários decidiram transformar o Eva em uma banda, a qual estreou liderada por Ivete Sangalo. Após três anos de sucesso no nordeste, o grupo ganhou destaque nacional em 1996, com o disco Beleza Rara, antecessor de seu maior sucesso, o registro Banda Eva Ao Vivo, que vendeu 2 milhões de cópias e projetou a vocalista como um dos maiores nomes do axé, além da faixa-título "Eva" como uma marca da banda. Em 1999, após seis anos com seis discos lançados e comandado sucessos como "Me Abraça", "Arerê", "Eva", "Carro Velho", "Levada Louca" e "Beleza Rara", Ivete deixa a banda para focar na carreira solo.
Emanuelle Araújo assume os vocais, ficando por apenas 3 anos – nos quais retiraram-se canções como "Chuva de Verão" e "Pra Lá e Pra Cá" – em uma fase conturbada da banda, que sofreu pelas comparações com a cantora anterior, fazendo com que vocalista e empresários entrassem em acordo para que ela deixasse o Eva após o Carnaval de 2002. Apostando em um vocal masculino para renovar a imagem da banda e evitar novas controvérsias com o público, Saulo Fernandes assume a liderança, na qual ficou por onze anos e lançou seis discos, extraindo sucessos como "Não Me Conte Seus Problemas", "É do Eva", "Rua 15", "Toda Linda", "Circulou" e "Preta". Resgatando as raízes do axé, Saulo mudou a concepção da banda e imprimiu uma personalidade regional, com canções direcionadas às vertentes africanas empregadas na música baiana, deixando o Eva no Carnaval de 2013. Naquele ano Felipe Pezzoni assume os vocais, mantendo a formação atual.
Desde 1993 a Banda Eva vendeu 5 milhões de discos, se tornando uma das bandas de maior reconhecimento do axé, responsável pela descoberta e lançamento de grandes nomes da música e um dos blocos mais tradicionais do Carnaval de Salvador.

## Álbuns

### Álbuns de estúdio
| Álbum                           | Detalhes                                                                                        | Vendas    | Certificações  |
| ------------------------------- | ----------------------------------------------------------------------------------------------- | --------- | -------------- |
| Banda Eva                       | - Lançamento: 1 de dezembro de 1993 - Formatos: CD, LP, cassete - Gravadora: Sony               | - 100.000 |                |
| Pra Abalar                      | - Lançamento: 1 de maio de 1994 - Formatos: CD, LP, cassete - Gravadora: PolyGram               | - 150.000 |                |
| Hora H                          | - Lançamento: 11 de junho de 1995 - Formatos: CD, LP, cassete - Gravadora: PolyGram             | - 200.000 |                |
| Beleza Rara                     | - Lançamento: 13 de julho de 1996 - Formatos: CD, cassete - Gravadora: PolyGram                 | - 500.000 | - PMB: Ouro    |
| Eva, Você e Eu                  | - Lançamento: 1 de outubro de 1998 - Formatos: CD, cassete - Gravadora: Universal               | - 700.000 | - PMB: Platina |
| Experimenta                     | - Lançamento: 7 de novembro de 2000 - Formatos: CD - Gravadora: Universal                       | - 100.000 |                |
| Pra Valer                       | - Lançamento: 18 de agosto de 2002 - Formatos: CD - Gravadora: Abril                            | - 30.000  |                |
| Lugar da Alegria                | - Lançamento: 18 de outubro de 2009 - Formatos: CD, download digital - Gravadora: Som Livre     | - 40.000  |                |
| CNRT - Conexão Nagô Rede Tambor | - Lançamento: 20 de janeiro de 2012 - Formatos: CD, download digital - Gravadora: Som Livre     | - 25.000  |                |
| Simplesmente                    | - Lançamento: 12 de novembro de 2013 - Formatos: CD, download digital - Gravadora: Independente |           |                |

### Álbuns ao vivo
| Álbum                          | Detalhes                                                                                     | Vendas      | Certificações   |
| ------------------------------ | -------------------------------------------------------------------------------------------- | ----------- | --------------- |
| Banda Eva Ao Vivo              | - Lançamento: 7 de julho de 1997 - Formatos: CD - Gravadora: Universal                       | - 2.000.000 | - PMB: Diamante |
| Banda Eva Ao Vivo II           | - Lançamento: 19 de novembro de 1999 - Formatos: CD - Gravadora: Universal                   | - 150.000   |                 |
| É do Eva - Ao Vivo             | - Lançamento: 7 de dezembro de 2003 - Formatos: CD - Gravadora: Universal                    | - 70.000    |                 |
| Banda Eva 25 Anos Ao Vivo      | - Lançamento: 17 de setembro de 2005 - Formatos: CD - Gravadora: Universal                   | - 100.000   | - PMB: Ouro     |
| Veja Alto, Ouça Colorido       | - Lançamento: 20 de novembro de 2007 - Formatos: CD, download digital - Gravadora: Som Livre | - 50.000    |                 |
| Sunset                         | - Lançamento: 13 de novembro de 2015 - Formatos: CD, download digital - Gravadora: Universal |             |                 |
| Eva 4.0                        | - Lançamento: 18 de outubro de 2019 - Formatos: CD, download digital - Gravadora: Universal  |             |                 |
| Sem Filtro: Ao Vivo em Noronha | - Lançamento: 22 de julho de 2022 - Formatos: CD, download digital - Gravadora: Selim        |             |                 |

### Coletâneas
| Álbum                               | Detalhes                                                                  |
| ----------------------------------- | ------------------------------------------------------------------------- |
| Sem Limite                          | - Lançamento: 2 de maio de 2001 - Formatos: CD - Gravadora: Universal     |
| Millennium                          | - Lançamento: 13 de agosto de 1998 - Formatos: CD - Gravadora: PolyGram   |
| Beleza Rara - O Melhor da Banda Eva | - Lançamento: 2 de dezembro de 1999 - Formatos: CD - Gravadora: PolyGram  |
| Axé Bahia                           | - Lançamento: 12 de janeiro de 2005 - Formatos: CD - Gravadora: Universal |

### Extended plays(EPs)
| Álbum                     | Detalhes                                                                                |
| ------------------------- | --------------------------------------------------------------------------------------- |
| 25 Anos: Especial Digital | - Lançamento: 9 de setembro de 2005 - Formatos: Download digital - Gravadora: Universal |

### Álbuns de vídeo
| Álbum                          | Detalhes                                                                                      | Vendas   | Certificações |
| ------------------------------ | --------------------------------------------------------------------------------------------- | -------- | ------------- |
| Banda Eva 25 Anos Ao Vivo      | - Lançamento: 15 de outubro de 2005 - Formatos: DVD - Gravadora: Universal                    | - 25.000 | - PMB: Ouro   |
| Veja Alto, Ouça Colorido       | - Lançamento: 20 de novembro de 2007 - Formatos: DVD, download digital - Gravadora: Som Livre |          |               |
| Lugar da Alegria: Ao Vivo      | - Lançamento: 11 de novembro de 2009 - Formatos: DVD, download digital - Gravadora: Som Livre |          |               |
| Sunset                         | - Lançamento: 13 de novembro de 2015 - Formatos: DVD, download digital - Gravadora: Universal |          |               |
| Eva 4.0                        | - Lançamento: 18 de outubro de 2019 - Formatos: DVD, download digital - Gravadora: Universal  |          |               |
| Sem Filtro: Ao Vivo em Noronha | - Lançamento: 22 de julho de 2022 - Formatos: DVD, download digital - Gravadora: Selim        |          |               |

## Singles

### Como artista principal
| Título                                            | Ano  | Certificações | Álbum                           |
| ------------------------------------------------- | ---- | ------------- | ------------------------------- |
| "Adeus Bye Bye"                                   | 1993 |               | Banda Eva                       |
| "Flores (Sonho Épico)"                            | 1994 |               | Pra Abalar                      |
| "Alô Paixão"                                      | 1994 |               | Pra Abalar                      |
| "Pra Abalar"                                      | 1994 |               | Pra Abalar                      |
| "Me Abraça"                                       | 1995 |               | Hora H                          |
| "Pegue Aí"                                        | 1995 |               | Hora H                          |
| "Manda Ver"                                       | 1996 |               | Hora H                          |
| "Beleza Rara"                                     | 1996 |               | Beleza Rara                     |
| "Levada Louca"                                    | 1996 |               | Beleza Rara                     |
| "Eva"                                             | 1997 |               | Banda Eva Ao Vivo               |
| "Vem Meu Amor"                                    | 1997 | - PMB: Ouro   | Banda Eva Ao Vivo               |
| "Arerê"                                           | 1998 |               | Banda Eva Ao Vivo               |
| "Leva Eu"                                         | 1998 |               | Banda Eva Ao Vivo               |
| "Carro Velho"                                     | 1998 |               | Eva, Você e Eu                  |
| "De Ladinho"                                      | 1999 |               | Eva, Você e Eu                  |
| "Chuva de Verão"                                  | 1999 |               | Banda Eva Ao Vivo II            |
| "Pra Lá e Pra Cá"                                 | 2000 |               | Banda Eva Ao Vivo II            |
| "My Love"                                         | 2000 |               | Experimenta                     |
| "Levada do Amor"                                  | 2001 |               | Experimenta                     |
| "Passinho do Amor"                                | 2001 |               | Não adicionado à nenhum álbum   |
| "Coisa Linda"                                     | 2002 |               | Pra Valer                       |
| "Minha Menina"                                    | 2002 |               | Pra Valer                       |
| "É do Eva"                                        | 2003 |               | É do Eva - Ao Vivo              |
| "Duas Medidas"                                    | 2004 |               | É do Eva - Ao Vivo              |
| "Querer"                                          | 2004 |               | É do Eva - Ao Vivo              |
| "Mais do Que Preciso"                             | 2005 |               | É do Eva - Ao Vivo              |
| "Não Me Conte Seus Problemas" (com Ivete Sangalo) | 2005 | - PMB: Ouro   | Banda Eva 25 Anos Ao Vivo       |
| "Refrão"                                          | 2006 |               | Banda Eva 25 Anos Ao Vivo       |
| "Anjo" (part. Daniela Mercury)                    | 2006 |               | Banda Eva 25 Anos Ao Vivo       |
| "Loucura Maior"                                   | 2007 |               | Banda Eva 25 Anos Ao Vivo       |
| "Rua 15"                                          | 2007 |               | Veja Alto, Ouça Colorido        |
| "Nosso Amor é Lindo"                              | 2008 |               | Veja Alto, Ouça Colorido        |
| "Só Por Ti"                                       | 2008 |               | Veja Alto, Ouça Colorido        |
| "Toda Linda"                                      | 2008 |               | Veja Alto, Ouça Colorido        |
| "Lugar da Alegria"                                | 2009 |               | Lugar da Alegria                |
| "Tudo Certo na Bahia" (part. Ninha)               | 2009 |               | Lugar da Alegria                |
| "Tão Sonhada"                                     | 2010 |               | Lugar da Alegria                |
| "Agradecer"                                       | 2010 |               | Lugar da Alegria                |
| "Sinais" (part. Margareth Menezes)                | 2011 |               | Lugar da Alegria                |
| "Circulou"                                        | 2011 |               | CNRT - Conexão Nagô Rede Tambor |
| "Sei"                                             | 2012 |               | CNRT - Conexão Nagô Rede Tambor |
| "Preta"                                           | 2012 |               | CNRT - Conexão Nagô Rede Tambor |
| "Simplesmente"                                    | 2013 |               | Simplesmente                    |
| "Se Joga Por Cima de Mim"                         | 2014 |               | Simplesmente                    |
| "No Meu Jardim"                                   | 2014 |               | Simplesmente                    |
| "Feminina"                                        | 2014 |               | Sunset                          |
| "Moinhos de Amor"                                 | 2015 |               | Sunset                          |
| "Brindar"                                         | 2015 |               | Sunset                          |
| "Sem Você"                                        | 2016 |               | Sunset                          |
| "Não Vá Embora"                                   | 2016 |               | Sunset                          |
| "Reciprofelicidade"                               | 2017 |               | Não adicionado à nenhum álbum   |
| "Bora Descer"                                     | 2018 |               | Não adicionado à nenhum álbum   |
| "Flor Bela" (part. Elba Ramalho)                  | 2018 |               | Não adicionado à nenhum álbum   |
| "Chama o Brasil pra Dançar"                       | 2018 |               | Não adicionado à nenhum álbum   |
| "Ou É"                                            | 2019 |               | Não adicionado à nenhum álbum   |
| "40 Graus de Amor" (part. Wesley Safadão)         | 2019 |               | Eva 4.0                         |
| "Bem-Vindo, Amor" (part. Ivete Sangalo)           | 2019 |               | Eva 4.0                         |
| "Fica de Boa" (part. Durval Lelys)                | 2020 |               | Eva 4.0                         |
| "Tá Calor" (part. Carlinhos Brown)                | 2021 |               | Não adicionado à nenhum álbum   |
| "100% Carnaval"                                   | 2021 |               | Não adicionado à nenhum álbum   |
| "Sem Filtro"                                      | 2022 |               | Sem Filtro: Ao Vivo em Noronha  |
| "Louca" (part. Maneva)                            | 2022 |               | Sem Filtro: Ao Vivo em Noronha  |
| "Beijo Matador"                                   | 2022 |               | Sem Filtro: Ao Vivo em Noronha  |
| "Carnaval Perfeito"                               | 2023 |               | Não adicionado à nenhum álbum   |

### Como artista convidado
| Título                                      | Ano  | Álbum                         |
| ------------------------------------------- | ---- | ----------------------------- |
| "Rede" (Santti part. Banda Eva e Turkez)    | 2018 | Não adicionado à nenhum álbum |
| "Hoje Vai ser F****" (Ralk part. Banda Eva) | 2021 | Não adicionado à nenhum álbum |

### Singlespromocionais
| Título         | Ano  | Álbum                         |
| -------------- | ---- | ----------------------------- |
| "Coleção"      | 1995 | Hora H                        |
| "Tic, Tic Tac" | 1996 | Beleza Rara                   |
| "Amuleto"      | 2019 | Não adicionado à nenhum álbum |

## Outras aparições
| Título             | Ano  | Outro(s) artista(s) | Álbum                                    |
| ------------------ | ---- | --- | ---------------------------------------- |
| "Timbaleiro"       | 1994 | — | Pop Verão 94                             |
| "Beleza Pura"      | 1996 | — | Axê Caê! - Jovens Baianos Cantam Caetano |
| "Tropicália"       | 1996 | Asa de Águia, Netinho, Cheiro de Amor, Ara Ketu, Gera Samba, Ricardo Chaves, Olodum, Timbalada, BamdaMel e Márcia Freire | Axê Caê! - Jovens Baianos Cantam Caetano |
| "Química Perfeita" | 1996 | Netinho | Salsa e Merengue                         |
| "Não Identificado" | 1997 | — | Tropicália 30 Anos                       |
| "Festa Brasileira" | 1998 | Netinho, Cheiro de Amor, É o Tchan! e Zeca Pagodinho                                                                     | Festa Brasileira                         |
| "Frisson"          | 1999 | — | Suave Veneno                             |
| "É Agora"          | 1999 | — | Ah! Eu Tô Maluco!                        |
| "Dê no Que Der"    | 2002 | — | Axé Bahia 2002                           |
| "Chorando Saudade" | 2006 | — | Hot Brazil                               |

## Videoclipes
| Título                  | Ano  | Diretor(es)                    | Ref.   |
| ----------------------- | ---- | ------------------------------ | ------ |
| "Beleza Rara"           | 1996 | Desconhecido                   | [ 50 ] |
| "Tic Tic Tac"           | 1996 | Desconhecido                   | [ 51 ] |
| "Carro Velho"           | 1998 | Desconhecido                   | [ 52 ] |
| "De Ladinho"            | 1999 | André Horta                    | [ 53 ] |
| "Duas Medidas"          | 2004 | Desconhecido                   | [ 54 ] |
| "Anjo"                  | 2005 | Desconhecido                   | [ 55 ] |
| "Rua 15"                | 2007 | Desconhecido                   | [ 56 ] |
| "Só por Ti"             | 2008 | Pico Garcez                    | [ 57 ] |
| "Circulou"              | 2012 | Desconhecido                   | [ 58 ] |
| "You and Me (Bem Mais)" | 2013 | Victor Jimmy e David Campbell  | [ 59 ] |
| "Simplesmente"          | 2013 | Victor Jimmy e David Campbell  | [ 60 ] |
| "No Meu Jardim"         | 2014 | Zunk Ramos                     | [ 61 ] |
| "Moinhos de Amor"       | 2015 | Desconhecido                   | [ 62 ] |
| "Sem Você"              | 2016 | Luciana Ramos e Fabiano Pierri | [ 63 ] |